# Беатриче д’Есте (Анхалт-Цербст)
Вижте пояснителната страница за други личности с името Беатриче д'Есте.
Беатриче д’Есте (на италиански: Beatrix d'Este; * 18 септември 1332, † 1387) от рода Есте, е чрез брак княгиня на Анхалт-Цербст.

## Произход
Дъщеря е на Обицо III д’Есте (1294 – 1352), маркиз на Ферара (1317 – 1352), господар на Модена (1336 – 1352) и на Парма (1344 – 1346), и на втората му съпруга (бивша метреса) Липа Ариости († 1387). Има пет, шест или седем братя и две сестри:
- Алда (* 1333, † 1381), маркграфиня на Мантуа като съпруга на Луиджи (Лудовико) II Гонзага
- Риналдо (* 1334; † 1348)
- Алдобрандино III (* 1335; † 1361), господар на Ферара и Ровиго (1352 – 1361), имперски викарий на Модена (1354 – 61), съпруг на Беатриче ди Камино
- Николо II „Куция“ (* 1338; † 1388), господар на Ферара и Ровиго (1361 – 88), господар на Модена (1352 – 88), господар на Фаенца (1376 – 77), съпруг на Виридис дела Скала
- Ацо (* 1340; † 1349)
- Фолко (* 1342, † 1356/58) или извънбрачен
- Костанца (* 25 юли 1343, Ферара; † 13 февруари 1392) или извънбрачна от неизвестна жена, господарка на Римини като съпруга на Малатеста IV Малатеста
- Уго (* 1344; † 1370), съпруг на Констанца Малатеста
- Алберто V (* 1347, † 1393) или извънбрачен, господар на Ферара, Модена и Реджо (1361/88 – 93), основател на Ферарския университет (1391), съпруг на Джована ди Роберти и на Изота Алберезани.

Има и двама, трима или четирима полубратя от извънбрачни връзки на баща си.

## Брак и потомство
∞ 1365 като негова втора съпруга за Валдемар I († 3 септември 1367 или 7 януари 1368), княз на Анхалт-Цербст от род Аскани, от когото няма деца.